# Neofelis
A Neofelis a ragadozók (Carnivora) rendjébe tartozó macskafélék (Felidae) családjának egy neme.

## Elterjedésük
A Neofelis nem fajai Délkelet-Ázsia esőerdeiben élnek.

## Fajok
- ködfoltos párduc (Neofelis nebulosa)
- borneói ködfoltos párduc (Neofelis diardi)